# دوري السنغال الممتاز 2010
دوري السنغال الممتاز 2010 هو الموسم 47 من دوري السنغال الممتاز. كان عدد الأندية المشاركة فيه 18، وفاز فيه نادي دياراف.